# Handauflegung
Die Handauflegung ist eine rituelle Geste, die im Judentum und Christentum als Übertragung von Segen oder Vollmacht verstanden werden kann. Sie hat aber in diesen Traditionen je nach Kontext auch andere Bedeutungen. Erst recht ist die Bedeutung der Handauflegung in anderen Religionen und Kulturen nur aus dem jeweiligen Zusammenhang zu erschließen. Mit diesem Vorbehalt lässt sich die Handauflegung religionsübergreifend als „Geste der Hinwendung“ verstehen: „Sie dient der Übertragung, stellt eine Verbindung her, beglaubigt Zugehörigkeit und vermittelt oder bezeugt Heil(ung), Erlösung, Autorität, Macht oder Erwählung.“

## Judentum

### Hebräische Bibel
Das Verb hebräisch סמך samakh bezeichnet eine Handauflegung in verschiedenen kultischen Vollzügen. Außerhalb des Kultus bedeutet das Verb samakh „stützen“ oder „unterstützen“. Die Geste kann mit einer Hand (als Teil von Opferritualen) oder mit beiden Händen (in verschiedenen anderen Kontexten) ausgeführt werden. Jemand, der im Jerusalemer Tempel ein Opfer darbrachte, legte dem zu schlachtenden Tier zuvor eine Hand auf den Kopf, wie Lev 4,22–26  beschreibt:

„Angenommen, ein Fürst sündigt, tut ohne Vorsatz etwas, was der HERR, sein Gott, verboten hat, so wird er schuldig, oder man teilt ihm seine Sünde mit, die er begangen hat, so soll er als seine Opfergabe einen fehlerlosen Ziegenbock bringen. Er soll die Hand auf den Kopf des Bockes legen und ihn dort schlachten, wo man das Brandopfer vor dem HERRN schlachtet. Ein Sündopfer ist es. Der Priester soll mit seinem Finger etwas vom Blut des Sündopfers auf die Hörner des Brandopferaltars tun, dann das Blut am Sockel des Brandopferaltars ausgießen und das ganze Fett, wie das Fett des Heilsopfers, auf dem Altar in Rauch aufgehen lassen. So erwirkt der Priester für den Betreffenden Versöhnung von seiner Sünde; dann wird ihm vergeben werden.“

Diese Geste wird auch als „Aufstemmen der Hände“ bezeichnet, die Septuaginta übersetzt den kultischen Fachbegriff mit altgriechisch ἐπιτιθέναι (τὰς χεῖρας) epitithénai (tàs cheĩras). Sie bedeutet zunächst, dass der Opferherr das Tier damit als sein Opfer deklariert, die folgenden Handlungen des Priesters an dem Tier in seinem Namen geschehen und ihm zugutekommen sollen. Darüber hinaus wird in der Forschung diskutiert, ob das Opfertier, jedenfalls beim Sündopfer, durch die Handauflegung auch stellvertretend für den Opferherrn steht.
Beim Sündenbockritual am Jom Kippur legt der Hohepriester beide Hände auf den Kopf eine Ziegenbocks, der danach zum Wüstendämon Asasel getrieben wird (Lev 16,21 ).
Lev 24,14  beschreibt, wie bei der Hinrichtung eines Gotteslästerers vorgegangen werden soll: Alle, die die Lästerung gehört haben, legen die Hände auf seinen Kopf. Dann wird er von der ganzen Gemeinde gesteinigt. Die Geste wird verschieden gedeutet. René Péter meint, dass die Zeugen durch das Hören der Lästerung sozusagen beschmutzt wurden, diese Unreinheit durch Handauflegung wieder auf den Täter übertragen und die Tötung auf eine Weise vollziehen, bei der sie ihn nicht mehr berühren müssen. Bernd Janowski dagegen sieht in der Handauflegung die symbolische Bekräftigung, Zeuge der Lästerung zu sein, und verweist dazu auf die in der Septuaginta überlieferte Erzählung von Susanna im Bade, bei dem eine unschuldige Frau von zwei Falschzeugen des Ehebruchs bezichtigt wird: „Die beiden Ältesten aber standen auf inmitten des Volkes und legten ihre Hände auf ihren Kopf.“
Im Blick auf die Wirkungsgeschichte ist interessant, dass die Amtsübertragung von Mose auf Josua auch als Handauflegen bzw. Aufstemmen der Hände beschreiben wird. In Num 27,18ff.  wird als Gottesrede erläutert, was diese Handauflegung bedeutet: „Nimm dir Josua, den Sohn Nuns, einen Mann, der mit Geist begabt ist, und leg ihm deine Hand auf! … Gib ihm etwas von deiner Würde, damit die ganze Gemeinde der Israeliten auf ihn hört.“ Im Unterschied dazu heißt es in der Schlussszene des Pentateuch, dass Josua nicht schon vorher geistbegabt war, sondern erst durch die Handauflegung „vom Geist der Weisheit erfüllt“ wurde (Dtn 34,9 ).
Die Segnung von Ephraim und Manasse durch den Stammvater Jakob wird in Gen 48,13–16  als Handauflegung beschrieben, allerdings kommt das Verb hebräisch סמך samakh in dieser Passage nicht vor:

„Dann nahm Josef beide, Efraim an seine Rechte, zur Linken Israels, und Manasse an seine Linke, zur Rechten Israels, und führte sie zu ihm hin. Israel streckte seine Rechte aus und legte sie Efraim auf den Kopf, obwohl er der jüngere war, seine Linke aber legte er Manasse auf den Kopf, wobei er seine Hände überkreuzte, obwohl Manasse der Erstgeborene war. Er segnete Josef und sprach: Gott, vor dem meine Väter Abraham und Isaak ihren Weg gegangen sind, Gott, der mein Hirt war mein Lebtag bis heute, der Engel, der mich erlöst hat von jeglichem Unheil, er segne die Knaben. Unter ihnen soll mein Name und der Name meiner Väter Abraham und Isaak genannt werden. Sie sollen sich mitten im Land in Fülle tummeln.“

Hermann Gunkel kommentierte: „Der älteste Gedanke dieses Ritus als Segensgestus, daß durch die Hand eine geheime Kraft übergeht, ist hier auch noch ganz deutlich; dabei vermittelt die rechte, gute Hand den besseren, die linke den schlechteren Segen.“

### Qumran
Heilung durch Handauflegung kommt weder in der Hebräischen Bibel noch in der rabbinischen Literatur vor. Da diese Geste aber für Jesus von Nazareth nach Darstellung der Evangelien geradezu charakteristisch war, erregte es große Aufmerksamkeit, dass das Genesis-Apokryphon, welches zu den Schriftrollen vom Toten Meer gehört, erzählt, wie Abraham den Pharao durch Gebet und Handauflegung heilte. Dieser aramäische Text gebraucht für die Heilungsgeste das gleiche Verb wie hebräisch סמך samakh. David Flusser betont, dass im Judentum in frührömischer Zeit das Handauflegen ein übliches Heilverfahren gewesen sei.

### Hellenistisches Judentum
Den Ablauf eines Opferrituals im Jerusalemer Tempel beschreibt Flavius Josephus in den Jüdischen Altertümern:

„Und nachdem er [der König] mit den Stammeshäuptern die Hände auf die Köpfe der Opfertiere gelegt hatte, liess er dieselben von den Priestern als Opfer darbringen.“

Philon von Alexandria zufolge wäscht der Darbringende erst seine Hände, bevor er sie dem Opfertier aufstemmt; diese reinen Hände deutet er moralisch:

„Das Auflegen der Hände auf das Haupt des Tieres ist ein sehr deutlicher Hinweis auf schuldloses Handeln und einen von jedem Vorwurf freien, vielmehr mit den Gesetzen und Vorschriften der Natur übereinstimmenden Lebenswandel.“

### Rabbinische Literatur
Scherira Gaon, ein Gelehrter des 10. Jahrhunderts, schrieb, dass Torastudenten nach Abschluss ihrer Ausbildung mit Handauflegung (Semicha) als Rabbiner eingesetzt wurden. Als Information über die Zeit von Mischna und Talmud ist dies aber historisch nicht zutreffend, so Catherine Hezser. Vielmehr gab es in den spätantiken Synagogengemeinden verschiedene Ämter, die fallweise auch Rabbinen übertragen wurden. Dass dies mit einer Handauflegung verbunden war, sei nicht belegt. In der rabbinischen Literatur ist die Semicha einerseits das Erreichen einer höheren Stufe eines Studenten oder eines Richters (Mischna Sanhedrin 4,4), andererseits die Aufnahme eines Schülers in den Kreis der Weisen (Babylonischer Talmud, Sanhedrin 13–14), diese Semicha kann nur im Land Israel erteilt werden, und die tatsächliche Handauflegung ist hierfür nicht erforderlich.
Im Mittelalter entwickelte Moses Maimonides die Theorie, es gebe eine ungebrochene Linie von Handauflegungen von Mose bis zu den Rabbinen. Mit Berufung auf Maimonides, versuchte der Talmudgelehrte Jakob Berab in Safed im 16. Jahrhundert, die Ordination durch Handauflegung wieder einzuführen und ordinierte auch einige Schüler, stieß aber auf den Widerspruch des Jerusalemer Rabbiners Levi ben Ḥabib.

## Christentum

### Neues Testament
Jesus von Nazareth heilte Menschen durch physische Berührung, darin stimmen alle Evangelien überein. Manchmal wurde er darum gebeten, die Hände aufzulegen. Wenn unspezifisch von Handauflegung die Rede ist (zum Beispiel Lk 4,40 ), war damit wohl das Auflegen der Hände auf den Kopf gemeint.

„Als die Sonne unterging, brachten die Leute ihre Kranken, die alle möglichen Leiden hatten, zu Jesus. Er legte jedem Kranken die Hände auf und heilte alle.“

 Mehrmals wird aber erzählt, dass Jesus durch Berühren des kranken Körperteils heilte. Ein eindrückliches Beispiel ist die Blindenheilung Mk 8,22–26 

„Er nahm den Blinden bei der Hand, … bestrich seine Augen mit Speichel, legte ihm die Hände auf und fragte ihn: Siehst du etwas?“

 Der Blinde sieht nur unscharf. Daraufhin legt ihm Jesus nochmals die Hände auf die Augen, und nun ist die Sehfähigkeit voll hergestellt. In der Nachfolge Jesu war es auch in der frühen Christenheit üblich, kranken Menschen die Hände aufzulegen (Apg 28,8 , Mk 16,8 , Jak 5,14 ).

Das Markusevangelium (Mk 10,13–16 ) beschreibt, dass Jesus Kinder segnet, indem er sie umarmt und ihnen die Hände auflegt: 

„Da brachte man Kinder zu ihm, damit er sie berühre. …  Und er nahm die Kinder in seine Arme; dann legte er ihnen die Hände auf und segnete sie.“

 Die Parallele zum Segen Jakobs über Ephraim und Manasse wurde von den Kommentatoren oft beobachtet; der Unterschied besteht aber darin, dass die Handauflegung Jesu die Zugehörigkeit der Kinder zum Reich Gottes bekräftigt und nicht als Kraftübertragung zu verstehen ist.
„Kein Evangelist erwähnt eine Ordination der Apostel durch Handauflegung Jesu.“
Die Apostelgeschichte berichtet von Handauflegungen außer im Zusammenhang mit Krankenheilungen in folgenden Kontexten:
- Die zwölf Apostel ordinieren sieben von der Gemeinde gewählte Männer und delegieren die Aufgabe der Armenversorgung an diese: „Sie ließen sie vor die Apostel hintreten, und diese legten ihnen unter Gebet die Hände auf.“ (Apg 6,6 EU)
- Petrus und Johannes legen getauften Samaritanern die Hände auf, wodurch sie den Heiligen Geist empfangen (Apg 8,15–17 EU). Das wiederholt sich mit einer Gruppe von Johannesjüngern in Apg 19,1–7 EU. Für die Gemeinde des Lukas gehören Taufe und Handauflegung zusammen.
- Hananias legt Paulus die Hände auf, was einerseits als Heilung verstanden werden kann, andererseits als Mitteilung des Heiligen Geistes (Apg 9,12–17 EU).
- Christliche Gemeindeleiter in Antiochia legen Paulus und Barnabas die Hände auf, bevor sie ihre Missionsreise antreten (Apg 13,1–3 EU).

Der Verfasser des Hebräerbriefs zählt verschiedene elementare Themen auf, über die Christen Bescheid wissen sollten (und auf die er deshalb nicht detailliert eingehen will), darunter die „Lehre über die Taufen und die Handauflegung“ (Heb 6,2 ). Der Plural Taufen erschwert das Verständnis der Stelle. „Setzt unser Brief eine Neigung der Leser voraus, die Taufe mehrfach zu vollziehen, wie die Kirchenväter annehmen, oder gab es ein Judenchristentum, das verschiedene Waschungen und Reinigungsbäder auf sich nahm? Oder will der Unterricht zwischen der jüdischen Proselytentaufe, der Johannes- und der Jesustaufe unterscheiden?“
Die Erwähnungen der Handauflegung in den Pastoralbriefen deuten schon die Entwicklung zur Ordination an. Das Charisma, das zu einem Amt befähigt, wird durch Handauflegung vermittelt. Nach Anthony T. Hanson zeigt 1 Tim 4,14 , dass zur Abfassungszeit der Pastoralbriefe die Gemeindeältesten die Handauflegung vollzogen, während 2 Tim 1,6  eine Fiktion des Autors sei, der sich vorstelle, Paulus habe den Timotheus ordiniert. 1 Tim 5,22  wird gewöhnlich so verstanden, dass niemand leichtfertig ordiniert werden soll. Es könnte aber auch die Wiederzulassung des Büßers zum Abendmahl mit dieser Handauflegung gemeint sein.
Klaus Scholtissek fasst zusammen: Nach der Apostelgeschichte und den Pastoralbriefen sind Gebet und Handauflegung die „grundlegenden Konstituenden der Einsetzung in ein kirchl. Amt z. Wahrung der apostol. Überlieferung“; die Handauflegung diene zur „Mitteilung des Amts-Charismas“.

### Alte Kirche
Den vielfältigen Einsatz der Handauflegung in der Alten Kirche illustriert die Traditio Apostolica:
- In der Taufvorbereitung entließ der Lehrer (Kleriker oder Laie) den Katechumenen jeweils mit Gebet und Handauflegung, um ihn für seinen Alltag zu stärken.
- Wenn der Bewerber zur Taufe zugelassen worden war, führte der Bischof mehrfach einen Exorzismus aus, wobei er ihm die Hand auflegte.
- Die Taufe wurde durch Handauflegung und dreimaliges Untertauchen vollzogen; es folgte die Salbung, wiederum mit Handauflegung.
- Bei der Bischofsweihe legten zunächst die anwesenden Bischöfe dem Kandidaten schweigend die Hände auf; dann legte ihm der ordinierende Bischof nochmals die Hände auf und sprach das Ordinationsgebet.
- Bei der Priesterweihe legte der Bischof dem Kandidaten die Hände auf, und die anwesenden Priester berührten ihn. Bei der Diakonenweihe legte nur der Bischof dem angehenden Diakon die Hände auf.

Die Apostolischen Konstitutionen erwähnen, dass der Bischof den Diakonen und Diakoninnen sowie den Lektoren bei der Einführung in ihr Amt die Hände auflegte.
Während es die christliche Ordination vieles von der Amtseinsetzung römischer Beamten und der Inauguration römischer Priester übernahm, fehlt in der griechisch-römischen Umwelt ein Ritus der Handauflegung in diesem Kontext. Daher vermutete Eduard Lohse, die Handauflegung der Alten Kirche sei eine Übernahme der „jüdische(n) Gelehrtenordination.“

### Reformation
Die Handauflegung bei der Taufe findet sich in Martin Luthers Taufbüchlein von 1523. Nach der Verlesung des Evangeliums von der Kindersegnung beten Pfarrer und Paten kniend das Vaterunser, wobei der Pfarrer dem Täufling während des Gebets die Hände auf den Kopf legt. Dadurch soll dem Täufling das Reich Gottes (zweite Vaterunserbitte) zugeeignet werden. Bei der Trauung sah Luthers Traubüchlein vor, dass der Geistliche seine Hand über dem Brautpaar segnend ausrecken solle; in vielen reformatorischen Kirchenordnungen wurde dies als Handauflegung auf die Köpfe des Brautpaars adaptiert.

Die Konfirmation wird in der Kasseler Kirchenordnung von 1539 (Ordnung der christlichen Kirchenzucht im Fürstentum Hessen) geradezu als hendauflegen bezeichnet. Sie geschieht mit den deutenden Worten: 

„Nimm hin den heiligen Geist, Schutz und Schirm vor allem Argen, Stärke und Hilfe zu allem Gute von der gnädigen Hand Gottes des Vaters und des Sohnes und des Heiligen Geistes.“

 Verschiedene Reformatoren wie Philipp Melanchthon und Andreas Hyperius empfahlen die Handauflegung bei der Konfirmation als biblisch und patristisch gut begründet, durchgesetzt hat sie sich in den lutherischen Landeskirchen im Pietismus.
Der Ordinationsgottesdienst lutherischer Landeskirchen orientierte sich an Luthers Ordinationsformular (Weimarer Ausgabe 38,401ff.), welches vorsieht, dass die anwesenden Pfarrer dem zu Ordinierenden die Hand auflegen; dabei wird mit einem Lied um die Gabe des Heiligen Geistes gebeten (Epiklese). Johannes Calvin setzte sich in seinem Hauptwerk Institutio Christianae Religionis dafür ein, reformierte Pastoren, Lehrer und Diakone mit Handauflegung zu ordinieren. Er verwies auf Jakobs Segen über Ephraim und Manasse sowie auf die Kindersegnung Jesu. Er stellte außerdem eine Beziehung zum Aufstemmen der Hand auf das Opfertier im Jerusalemer Kult her: „Nach meiner Meinung hatte es die gleiche Bedeutung,  wenn die Juden auf Grund der Vorschrift des Gesetzes ihren Opfern die Hand auflegten.“

### Heutige Praxis in verschiedenen Konfessionen
„Trotz der Differenzen im Sakramentsverständnis ist die H[andauflegung] ein zentrales ökumen[isches] Zeichen,“ so Peter Biehl. Die Kirchen, die sie praktizieren, stellen sich damit in eine biblische und altkirchliche Tradition.
Die römisch-katholische Kirche praktiziert die Handauflegung bei der Spendung aller Sakramente, bei mehreren Empfängern wird sie als Handausstreckung vollzogen:
- Verbunden mit dem Gebet um die Befreiung vom Bösen (Exorzismus) werden dem zu taufenden Kind die Hände aufgelegt.
- Verbunden mit einem anamnetisch-epikletischen Gebet ist die Handauflegung Zeichen der Mitteilung des Heiligen Geistes an die Firmlinge.
- Beim eucharistischen Hochgebet zeigt die Handausstreckung die herabrufung des Heiligen Geistes auf die gaben.
- Beim Bußsakrament streckt der Priester die rechte Hand zum Beichtenden hin aus; diese Geste steht an Stelle der altkirchlichen Handauflegung.
- Vor der Krankensalbung legt der Priester dem Kranken tröstend die Hände auf.
- Bei der Spendung des Weihesakraments ist die Handauflegung Zeichen für Mitteilung des Heiligen Geistes und Beauftragung. Und zwar legen mehrere Bischöfe bei der Bischofsweihe dem zu Ordinierenden die Hände auf, während der Bischof einem Presbyter (= Priester) oder Diakon die Hände auflegt.
- Bei der Trauung legt der Priester seine Stola und darauf seine Hand auf die Hände des Brautpaars und bestätigt so die Eheschließung.

In den lutherischen Kirchen findet die Handauflegung bei der Taufe, bei der Konfirmation, bei der Trauung und bei der Ordination statt. Bei Diakonen, Diakoninnen und Diakonissen gibt es Einsegnungsgottesdienste, in denen die segnende Handauflegung im Mittelpunkt des Gottesdienstes steht.
In der Selbständigen Evangelisch-Lutherischen Kirche wird der Ritus des Handauflegens bei den Sakramenten der Taufe und dem Beichte verwandt. Bei der Allgemeinen Beichte zu Beginn des Hauptgottesdienstes beantwortet die Gemeinde die Beichtfragen gemeinsam mit Ja. „Daraufhin treten die Beichtenden an den Altar und empfangen einzeln unter Handauflegung die Absolution durch den Pfarrer.“ Ebenso ist die Handauflegung bei der Ordination zum Pfarrer, der Konfirmation, der Trauung oder der Krankensalbung vorgeschrieben.
Die Evangelisch-methodistische Kirche kennt statt der Konfirmation den Einsegnungsgottesdienst, bei dem den Jugendlichen ebenfalls die Hände aufgelegt werden. Die Ordination ihrer Geistlichen (Pastoren) geschieht ebenfalls unter Handauflegung mehrerer Amtsträger (z. B. durch den Bischof und den Superintendenten).
In den Evangelisch-Freikirchlichen Gemeinden und Freien evangelischen Gemeinden werden insbesondere Kinder, Täuflinge und Kranke unter Handauflegung gesegnet. Auch bei der Einführung von Ältesten, Pastoren und anderer Mitarbeiter der Gemeinde (zum Beispiel Jugendleiter, Sonntagschulleiter, Hauskreisverantwortliche) wird häufig die Handauflegung praktiziert.

Handauflegung in verschiedenen Kirchen
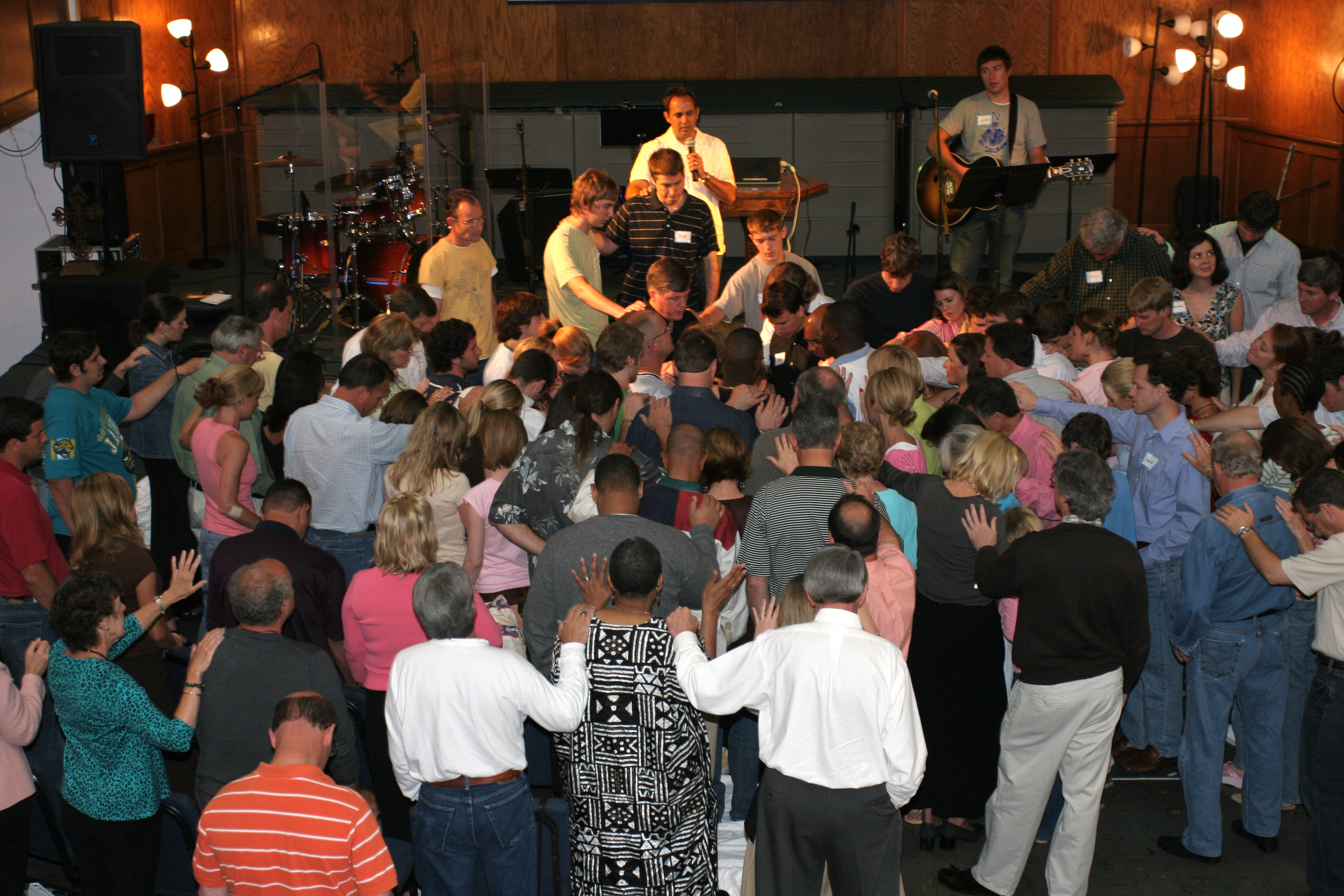
Taufe in einer Pfingstkirche
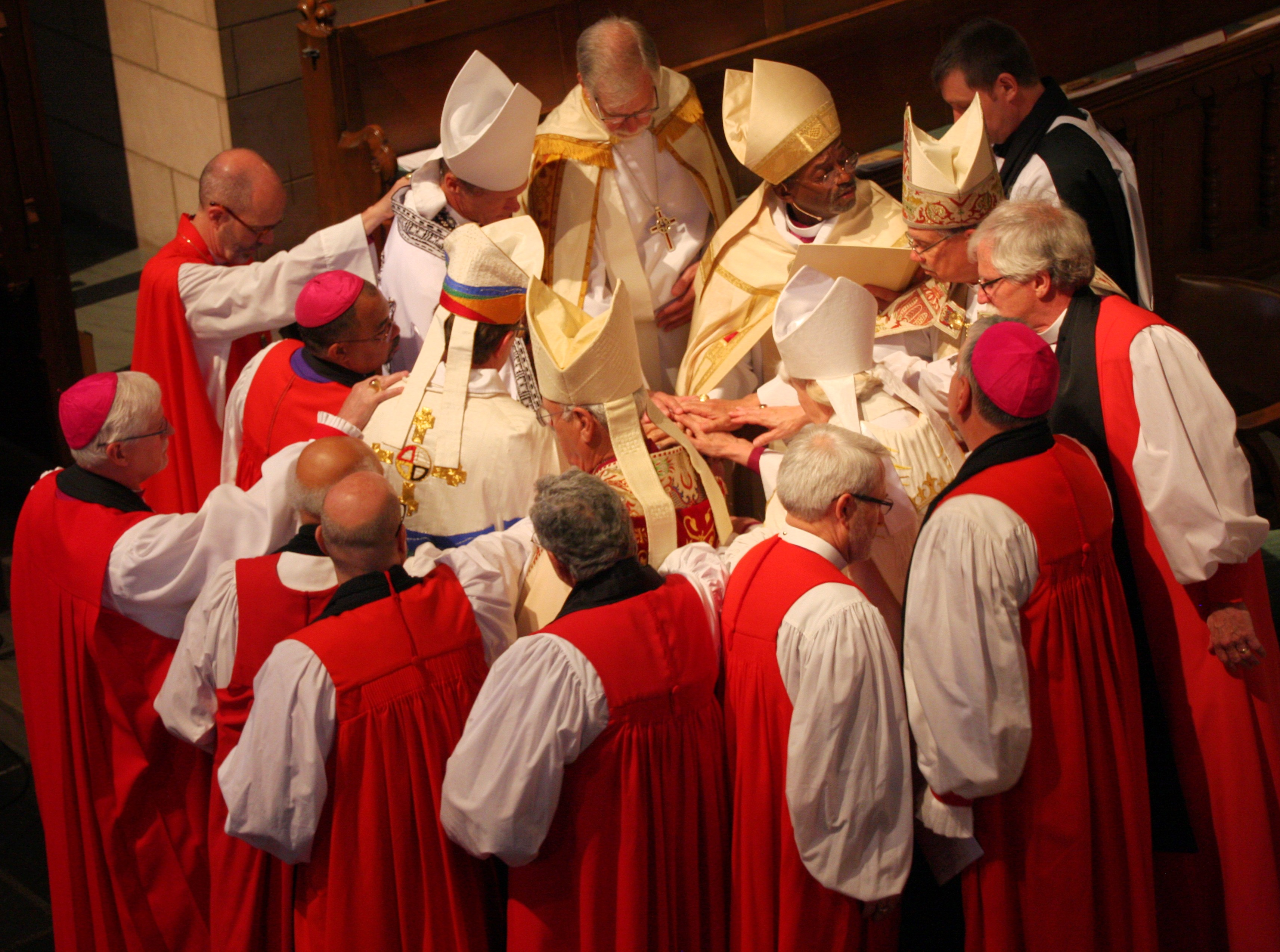
Bischofsweihe, Episkopalkirche
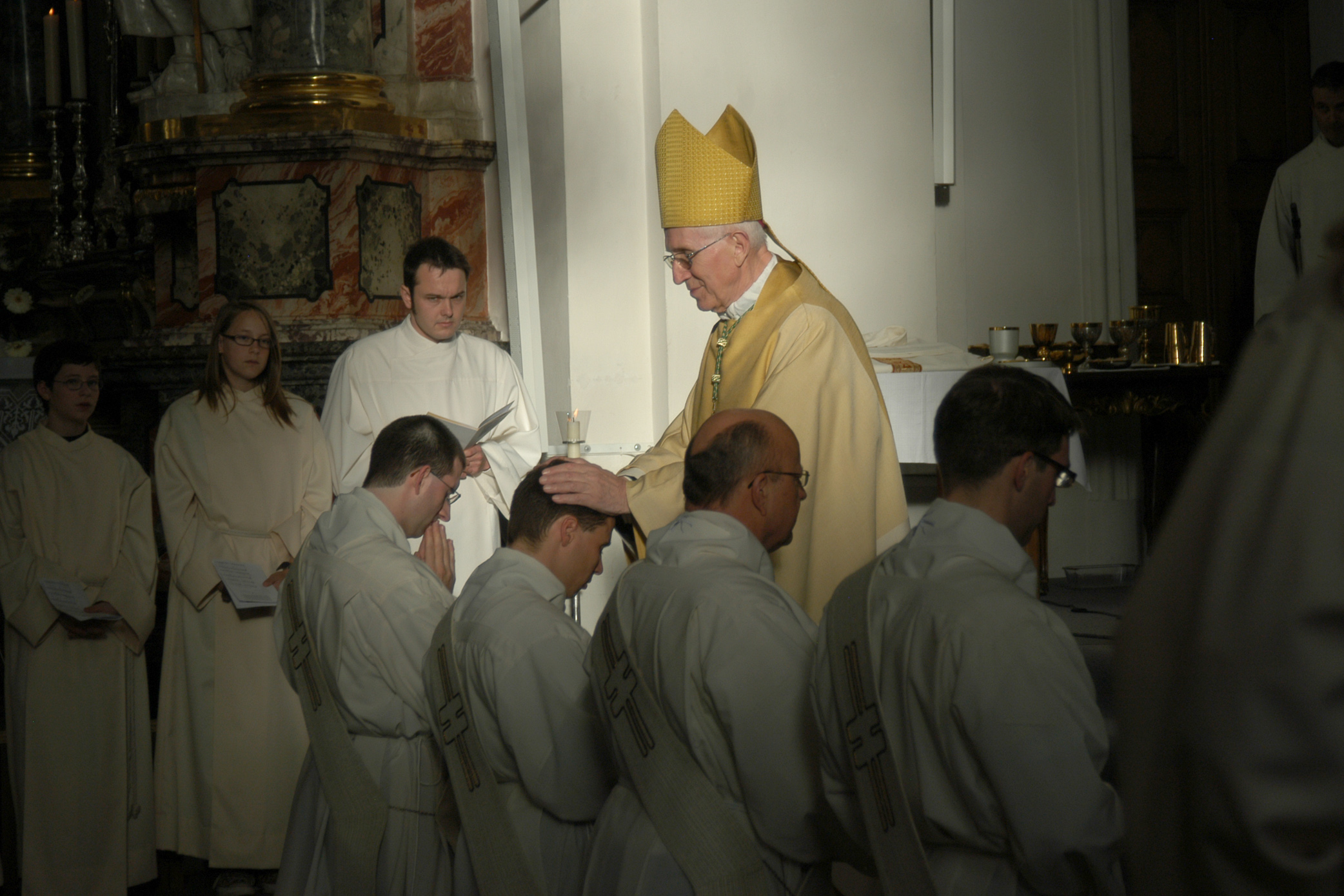
Römisch-katholische Priesterweihe
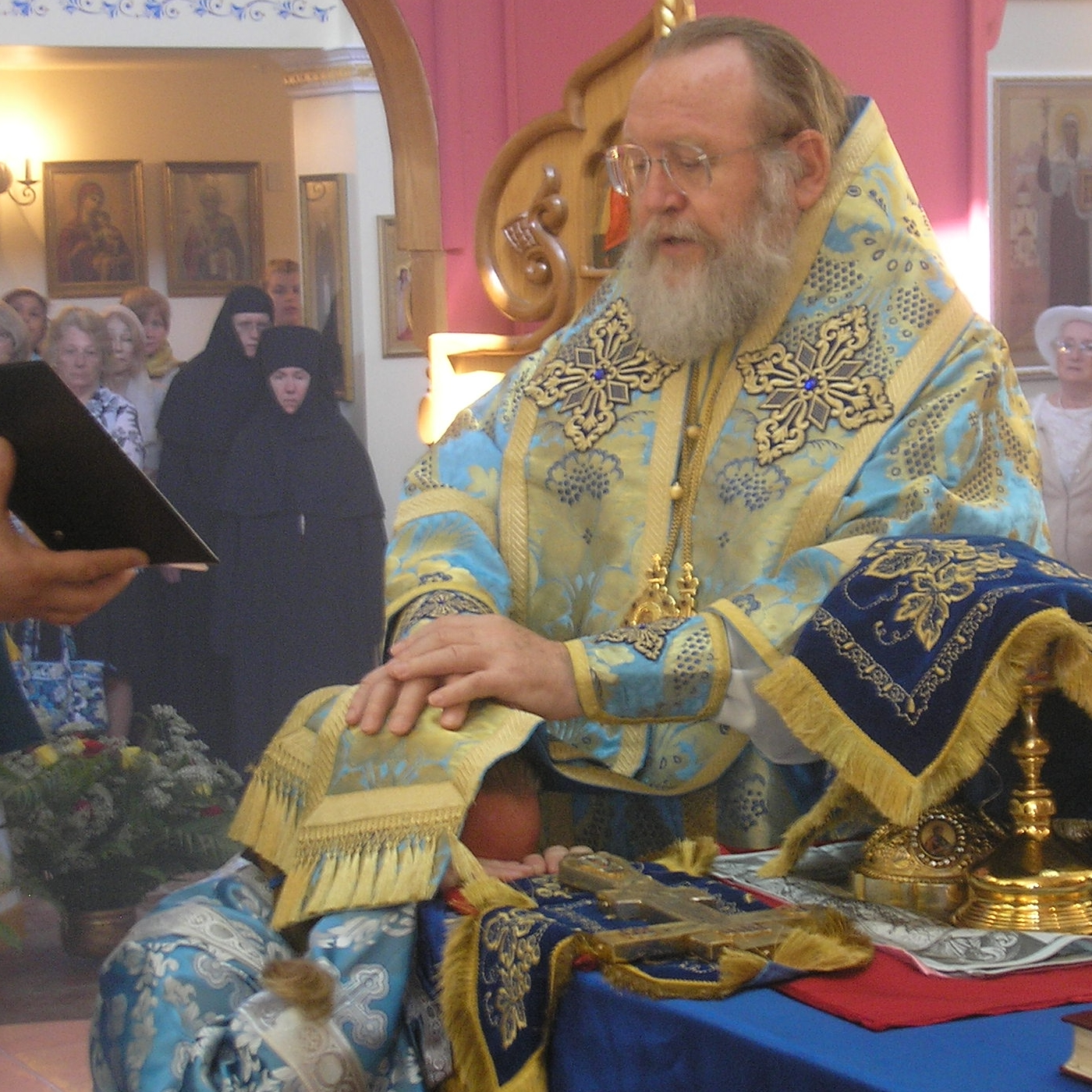
Orthodoxe Priesterweihe
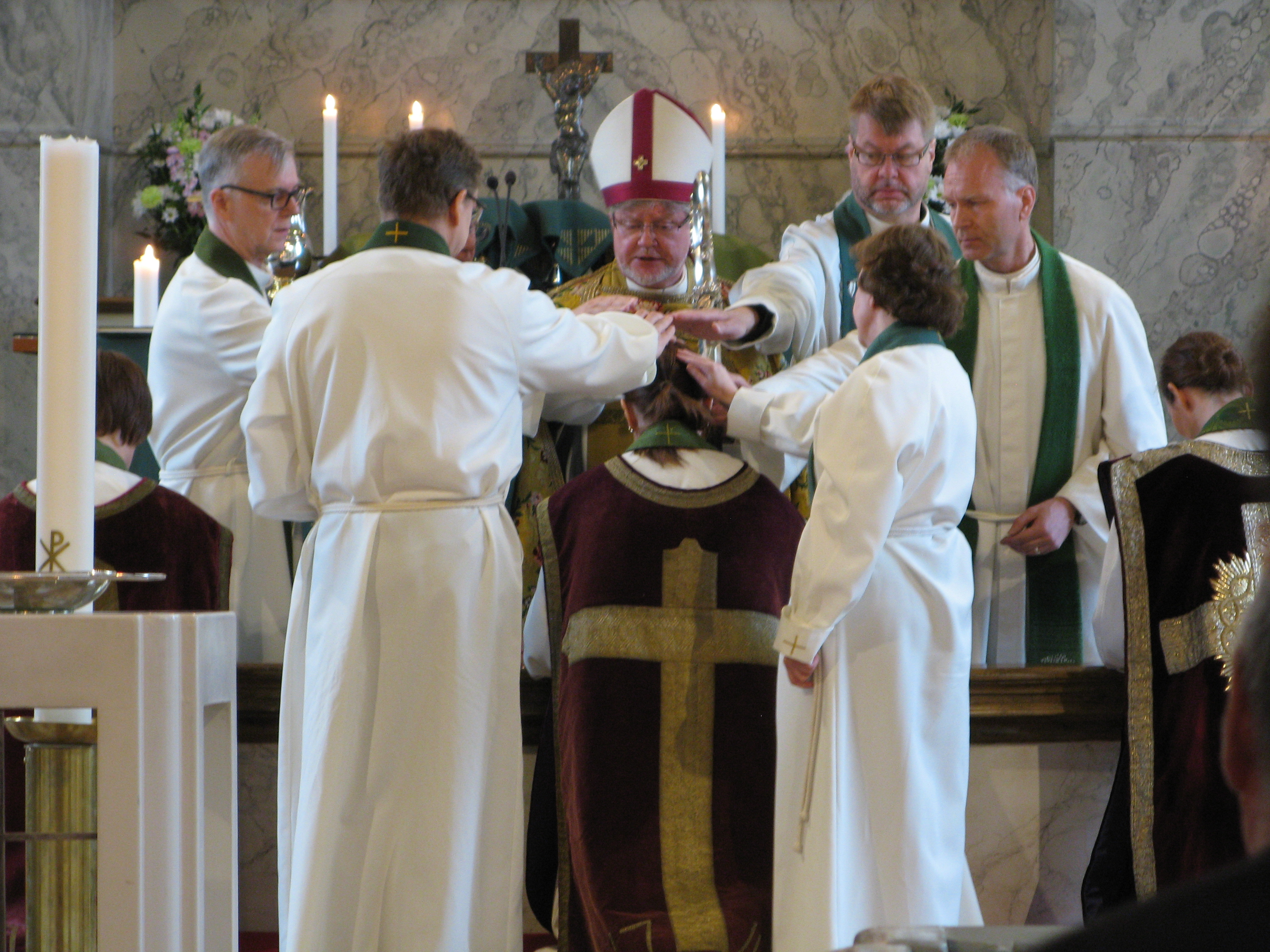
Lutherische Ordination
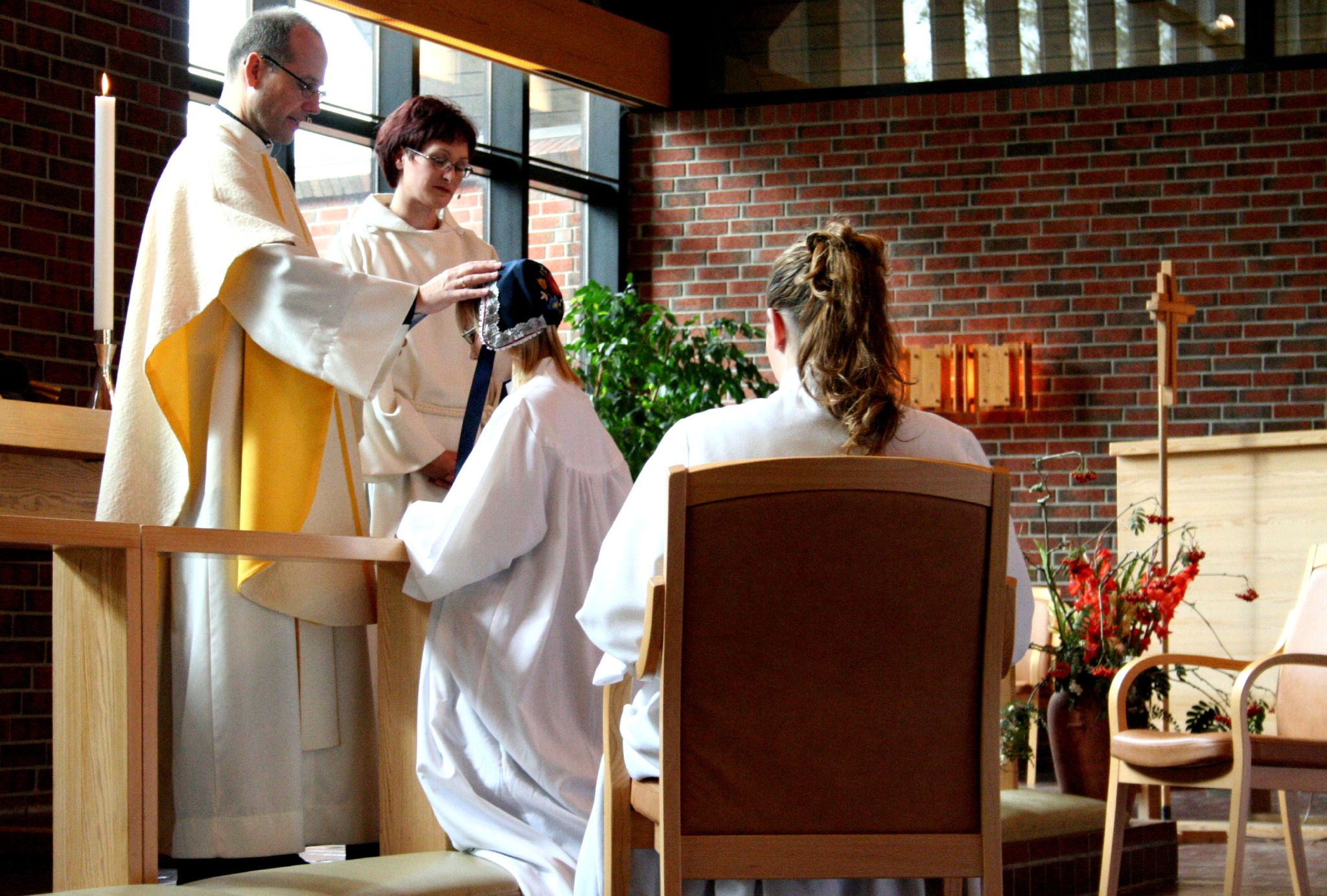
Konfirmationssegen
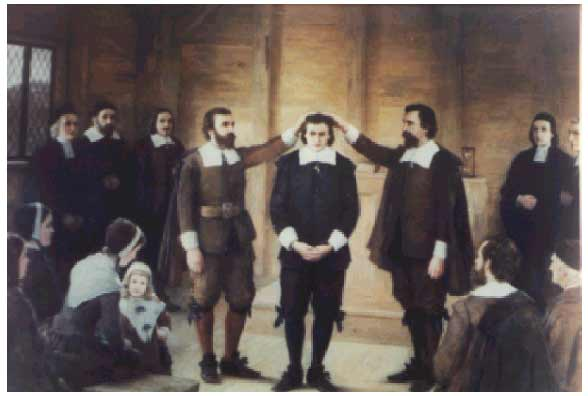
Reformierte Ordination (Puritaner)
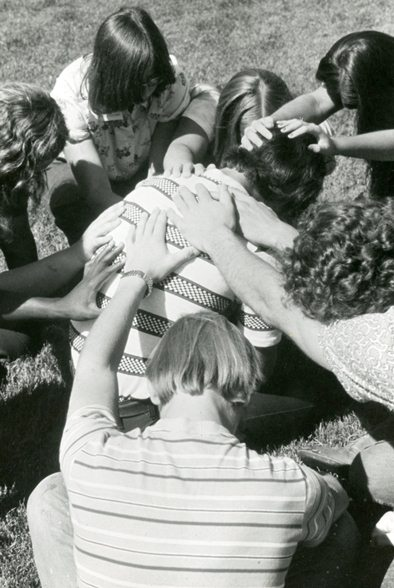
Gebet mit Handauflegung (Mennoniten)

## Andere Religionen
In der hethitischen Literatur ist die Handauflegung bei kultischen Handlungen gut bezeugt und mit den Vorschriften der Tora vergleichbar. Der übliche Ablauf war folgender. Dem Opferherrn oder auch dem Patienten bei einem Heilungsritual wurde die Opfergabe (Nahrungsmittel verschiedener Art, Getränke wie Wein in einem Gefäß, Opfertiere) hingehalten, so dass er die Hand darauf legen konnte. Dann vollzog ein Kultfunktionär für ihn die Opferhandlung (Brechen des Brotes, Libation des Getränks, Schlachtung des Tieres).
Grundsätzlich wurde im 20. Jahrhundert von Anthropologen, Ethnologen, Sozialpsychologen und Soziologen gesehen, dass auch die Handauflegung integrativer Bestandteil vieler Initiationsriten und Übergangsriten in den verschiedensten Religionen ist. Arnold van Gennep war einer der Pioniere auf diesem Gebiet. Siegfried Morenz führt dazu aus, dass die Hand in vielen Kulturen und Zeiten als „Kraftträger“ gegolten habe. Er nennt hierfür beispielhaft altägyptische Handamulette und Bronzehände aus dem hellenistischen Sabazios-Kult. Im sibirischen Schamanismus sollte die Handauflegung böse Kräfte aus dem Patienten herausziehen und ihn so wiederbeleben. Heilung durch Handauflegung scheint besonders mit Herrschern verbunden worden zu sein. Handauflegung als Initiationsritus, vergleichbar der christlichen Ordination, ist aus antiken Mysterienkulten bekannt, bei den Mandäern, beispielsweise auch zur Übertragung des Mana in Melanesien. Die Geste der Handauflegung ist allerdings nicht universal verbreitet, sondern zum Beispiel im Buddhismus und im Islam unbekannt.